# 宁中伟
宁中伟（1962年10月—），女，汉族，安徽阜阳人，中共党员，中华人民共和国企业家、政治人物。

## 生平
1987年毕业于安徽师范大学中文系，毕业后分配至阜阳麻纺厂工作，后于复旦大学获经济学硕士学位。1996年出任安徽金种子集团有限公司副董事长、副总经理。1998年任安徽金种子酒业股份有限公司董事、副董事长、总经理。2005年任中共安徽金种子集团党委副书记。2016年2月，出任金种子集团董事长；同年4月，当选安徽金种子酒业股份有限公司董事长。2019年10月，卸任金种子集团董事长职务。2020年1月，任阜阳市第五届人民代表大会社会建设委员会主任委员。

## 荣誉
曾获全国五一劳动奖章、全国三八红旗手、全国轻工系统劳动模范、全国杰出创业女性、中国工业十大杰出人物、中国工业企业十大影响力人物、中国食品行业最具企业家精神风云人物、2010年中国经济女性年度公益人物、安徽省劳动模范、江淮十大女杰、改革开放40周年卓越徽商等荣誉称号。

## 社会兼职
中国妇女十二大代表，中国科协九大代表，十二届、十三届安徽省人大代表。